# Одоевская крепость
Одоевская крепость — древнее укрепление Одоева Тульской области.

## Характеристика

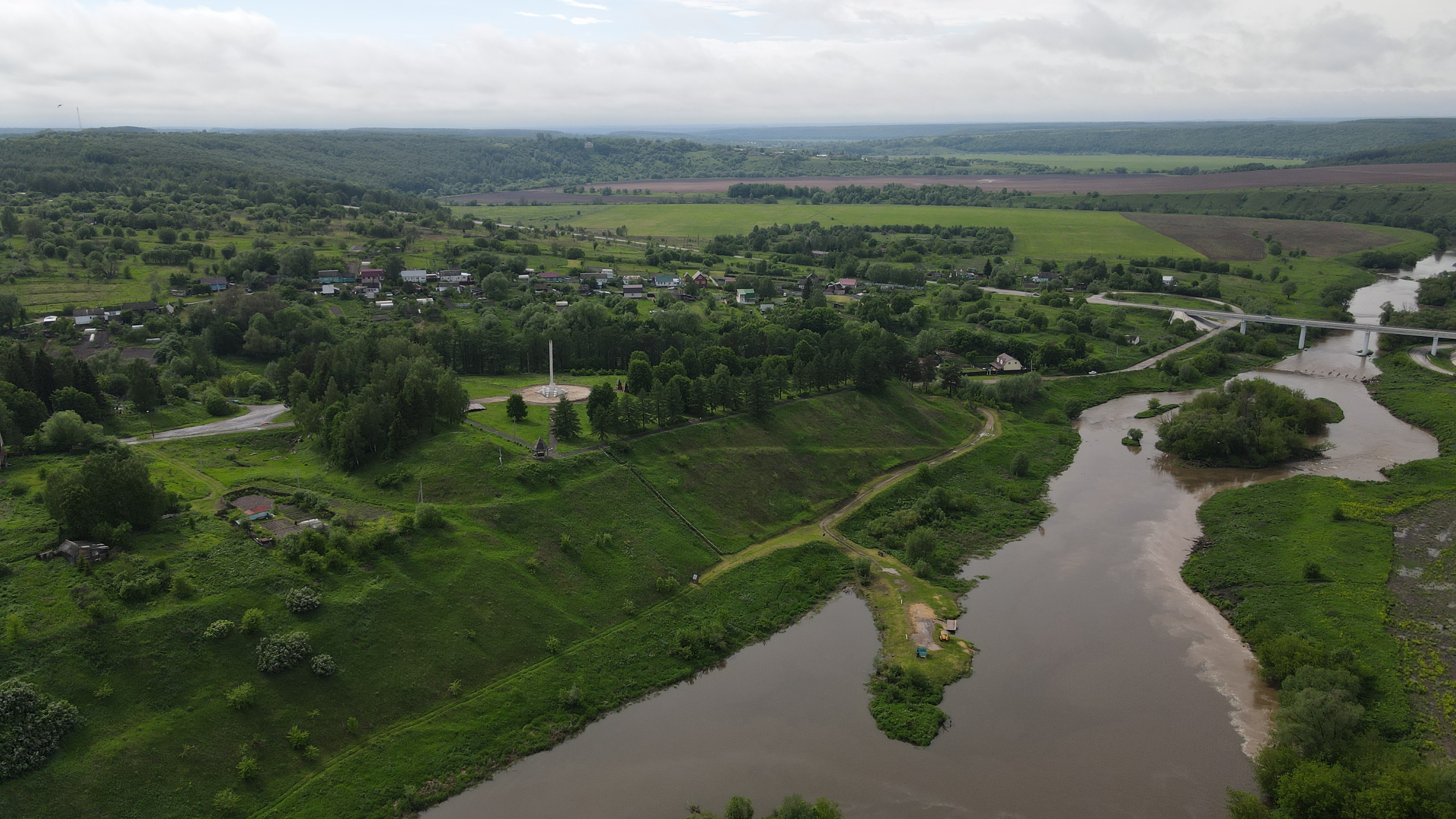
Место Одоевской крепости в наши дни

Крепость располагалась в северной части современного города на левом берегу реки Упы при впадении в неё реки Хлевенки. Сегодня это место называется Соборной горой. Плато, на котором находилась крепость, возвышается над уровнем реки на 50 м. Мысовое городище имеет форму треугольника и с напольной стороны укреплено валом высотой 7 м, над которым ранее высился дубовый частокол, и рвом. Площадь Одоевского городища составляет 1,5 гектаров, а его периметр — 560 м. Посад находился на противоположном берегу Упы к востоку от крепости. С трёх сторон крепость защищали отвесные склоны, вокруг неё стояли вкопанные в землю столбы, которые затрудняли проход конницы (надолбы). Над деревянными двойными стенами, которые внутри были засыпаны землей и камнями, стояли восемь сторожевых башен. На стенах был проложен бревенчатый настил, с него защитники крепости во время осады сбрасывали на врагов камни, стреляли из орудий, скатывали бревна. Чтобы пополнять запасы воды, в стене был потайной ход к реке.
В разные годы в крепости было до четырёх церквей, названия которых сохранились в названиях крепостных башен. Каменный Воскресенский собор был построен в XVI веке, из-за него за городищем впоследствии закрепилось название Соборная гора. Крепость имела восемь башен: на валу две Наугольные и Караульную, со стороны Упы Воскресенскую и Водную (обе проездные), на северной оконечности Наугольную, со стороны Хлевенки Спасскую и Сергиеву. Высота стен составляла 6,5 м, ширина — 4 м. Высота башен варьировалась в пределах 6,5—8,5 м. Вход в крепость был устроен с восточной стороны.

## История
Судя по подъёмному материалу, поселение на месте Одоевской крепости могло существовать ещё в XII—XIII веках. Археологические исследования позволяют уверенно говорить о существовании крепости в XIV—XVII столетиях. К этому же времени относится и упоминание Одоева в летописном «Списке русских городов дальних и ближних». Согласно летописи, в 1380 году, незадолго до Куликовской битвы, к Одоевской крепости подошли литовские полки Ягайло, шедшие на соединение с Мамаем. Однако успешная оборона крепости помешала планам литовцев, которые опоздали к битве. В 1407 году крепость была захвачена и сожжена литовским войском Витовта. Ещё одно сожжение крепости произошло в 1512 году со стороны крымских татар. Во второй половине XVI века Одоевская крепость входила в состав Большой засечной черты. В 1620 и 1622 году успешно отражала набеги крымских татар. В 1638 году крепость была обновлена, но перестала существовать в конце XVII века, когда засечная черта была передвинута далеко на юг.
К 600-летию событий 1380 года, которые произошли у стен Одоевской крепости, в центре Одоевского городища был возведён памятный обелиск. В настоящее время обсуждается проект восстановления исторической крепости для увеличения туристического потока в город.
Диораму Одоевской крепости можно посмотреть в музее «Одоевское княжество», расположенном в старинном доме купца Н. А. Каширина.